# Kelantan

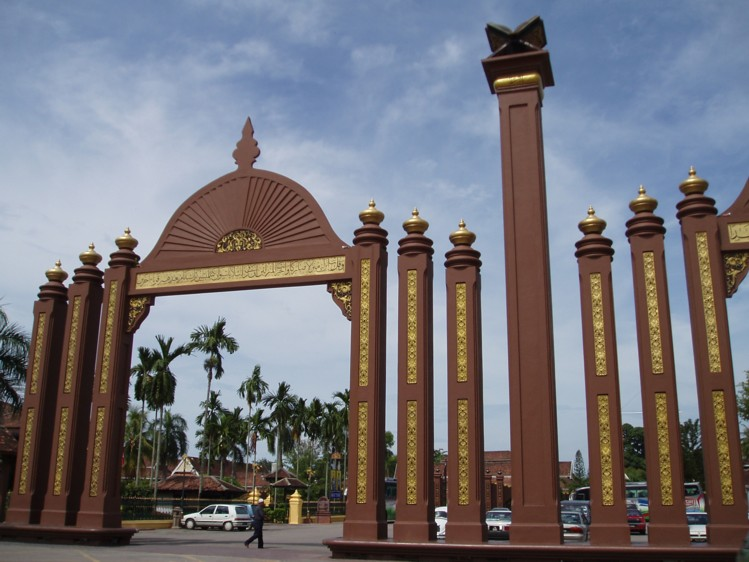
Sultan Ismail Petra Arch in Kota Bharu

Kelantan (yawi كلنتن, Aussprache: [kəˈlantan]; thailändisch กลันตัน, RTGS Kalantan) ist ein Bundesstaat und Sultanat in Malaysia. Der Staat wird als Wiege der malaiischen Kultur angesehen. Die Einwohnerzahl beträgt 1.792.501 (Stand: 2020). Die Hauptstadt und der Residenzort des Sultans von Kelantan ist Kota Bharu.

## Lage und Geografie
Kelantan liegt in der Mitte der Malaiischen Halbinsel. Der Nordosten Kelantans liegt am südchinesischen Meer an dessen Übergang in den Golf von Thailand. Im Osten grenzt Kelantan an den Bundesstaat Terengganu, im Süden an Pahang, im Westen an Perak und im Nordwesten an Thailand. Die Landfläche liegt zwischen 5° und 6,5° nördlicher Breite.
Der Hauptfluss Kelantans – der Sungai Kelantan – kommt in zwei Flussläufen von den Robinsonbergen und vom Lebekquellgebiet herab und fließt dann nordwärts ins südchinesische Meer ab.

## Geschichte
Kelantan war früher ein eigenständiger Staat und im 19. Jahrhundert gegenüber dem nördlichen Nachbarn Siam (heute Thailand) tributpflichtig. Durch den Vertrag vom 13. Juni 1908 wurde Kelantan sowie Terengganu, Perlis und Kedah von Siam an Großbritannien abgetreten. Die Sultanate wurden 1909 britische Protektorate, sie bildeten fürderhin die Unfederated Malay States.
Während des Zweiten Weltkrieges wurde Kelantan 1941 als erster Ort in British Malaya von den Japanern besetzt und 1943 an Thailand abgetreten. Nach dem Krieg wurde es 1945 wieder britische Kolonie.
Am 1. Februar 1948 wurde Kelantan Teil der Föderation Malaya und am 31. August 1957 zusammen mit dem Rest der Föderation unabhängig. Am 16. September 1963 wurde es ein Staat Malaysias.

## Politik
Kelantan ist vermutlich wegen der langjährigen Herrschaft der islamistischen PAS der sozial konservativste Staat Malaysias. Die Islamisten gewannen die Wahlen 1990 und konnten ihre Mehrheit 1995, 1999 und 2004 verteidigen. Kelantan ist einer von den vier Staaten in Malaysia, der nicht von der Barisan Nasional regiert wird.
Die PAS und der Staat Kelantan sind eng miteinander verbunden. Die Islamisten regierten den Staat von 1959 bis 1978 und von 1990 bis und wahrscheinlich mindestens noch bis zu den nächsten Wahlen 2009.
1990 hatte die PAS einen überwältigenden Wahlerfolg und gewann alle Sitze im Parlament des Staates und alle Sitze im Parlament, die Kelantan vertreten. Den Sieg erlangte die von der PAS angeführte Oppositionskoalition Angkatan Perpaduan Ummah. 1995 gewann die PAS mit einer weniger deutlichen Mehrheit und hatte 1999 wieder einen Wahlerfolg, nachdem sich viele Malaien wegen der Verhaftung Anwar Ibrahims von der UMNO abgewandt hatten. 2004 verteidigten die Islamisten nur knapp die Mehrheit in Kelantan.
Die PAS versucht seit langem, in Kelantan eine strikte Interpretation der islamischen Gesetze durchzusetzen. Inzwischen ist es beispielsweise Vorschrift, im Supermarkt in nach Geschlechtern getrennten Schlangen anzustehen. Es gibt öffentliche Bänke nur für Männer und nur für Frauen. Außerdem ist es Frauen verboten, grellen Lippenstift oder dickes Make-up aufzulegen und Absätze die klappern zu tragen. Schuhe mit Gummisohlen und Absätzen hingegen sind erlaubt. Bei Nichtbefolgung der Vorschriften droht eine Strafe von 500 Ringgit.
Vorschläge für Strafen wie die Amputation von Gliedmaßen wegen Diebstahl oder die Hinrichtung wegen Blasphemie (Hudud-Gesetze) wurden dagegen von der Zentralregierung mit Verweis auf die Verfassung abgelehnt.

## Verwaltungsgliederung
Verwaltungstechnisch ist Kelantan in zehn Distrikte unterteilt. Die Hauptstadt Kota Bharu liegt im gleichnamigen Distrikt Kota Bharu.
| Distrikt    | Fläche (2011) | Einwohner (2010) | Einwohner (2020) |
| ----------- | ------------- | ---------------- | ---------------- |
| Bachok      | 280 km²       | 133.152          | 157.288          |
| Gua Musang  | 8.214 km²     | 90.057           | 101.894          |
| Jeli        | 1.330 km²     | 40.637           | 54.656           |
| Kota Bharu  | 403 km²       | 491.237          | 555.757          |
| Kuala Krai  | 2.287 km²     | 109.461          | 105.007          |
| Machang     | 529 km²       | 93.087           | 110.008          |
| Pasir Mas   | 572 km²       | 189.292          | 230.424          |
| Pasir Puteh | 425 km²       | 117.383          | 136.157          |
| Tanah Merah | 884 km²       | 121.319          | 150.766          |
| Tumpat      | 180 km²       | 153.976          | 179.943          |
| Gesamt      | 15.105 km²    | 1.539.601        | 1.792.501        |

## Wirtschaft
Kelantan ist der zweitärmste Staat Malaysias. Die Wirtschaft stützt sich vor allem auf landwirtschaftliche Erzeugnisse wie Kautschuk und Tabak. Auch Fischerei ist von großer Bedeutung. In den letzten Jahren stieg der Beitrag des Tourismus zur Wirtschaft Kelantans.
Die Hauptstadt Kota Bharu ist die bedeutendste Stadt des Staates. Es gibt Pläne, den Süden Kelantans mit einem millionenschweren Entwicklungsprogramm zu fördern.
Im August 2010 führte Kelantan ein edelmetallgedecktes Geldsystem ein. Goldmünzen (Dinar) und Silbermünzen (Dirham) gelten dort seither als offizielles Zahlungsmittel.